# Luleb Bargajaure
Luleb Bargajaure är en sjö i Arjeplogs kommun i Lappland och ingår i Skellefteälvens huvudavrinningsområde. Sjön har en area på 0,544 kvadratkilometer och ligger 605,1 meter över havet. Sjön avvattnas av vattendraget Järtajåkkå.

## Delavrinningsområde
Luleb Bargajaure ingår i det delavrinningsområde (738007-153777) som SMHI kallar för Inloppet i Järtajaure. Medelhöjden är 653 meter över havet och ytan är 16,91 kvadratkilometer. Det finns inga avrinningsområden uppströms utan avrinningsområdet är högsta punkten. Järtajåkkå som avvattnar avrinningsområdet har biflödesordning 3, vilket innebär att vattnet flödar genom totalt 3 vattendrag innan det når havet efter 342 kilometer. Avrinningsområdet består mestadels av skog (82 procent). Avrinningsområdet har 1,36 kvadratkilometer vattenytor vilket ger det en sjöprocent på 8 procent.